# Éclats de famille
Pour plus de détails, voir Fiche technique et Distribution.
Éclats de famille est un téléfilm français réalisé par Didier Grousset, sorti en 1994.

## Synopsis
Marguerite se voit menacée d'expulsion par le propriétaire de son appartement car le bail est au nom de son ami Alphonse qui repose au cimetière depuis plusieurs années mais qu'elle prétend toujours vivant. Forcée de lui trouver un remplaçant, Marguerite rencontre Léon dans une église en train de dévaliser le tronc. Léon accepte de remplacer Alphonse pour la visite du propriétaire parce qu'il trouve la situation amusante.
Un peu plus tard, Marguerite rencontre sur son chemin deux enfants d'une dizaine d'années dont les parents, Paul et Véronique, en instance de divorce n'ont pas le temps de s'occuper. Voilà un emploi tout trouvé pour Marguerite ; malheureusement, Véronique souhaite embaucher un couple. Qu'à cela ne tienne : Marguerite va rechercher Léon qui accepte une nouvelle fois de l'aider. Léon, plutôt solitaire et bougon, n'aimant pas les enfants, se retrouve tous les matins avec Marguerite pour faire la nounou.
Très vite, Marguerite et Léon nouent avec Sébastien, Stéphanie et Jérémie, l'ainé, des liens de complicité comme de vrais grands-parents, gérant les conflits qui opposent le père et le fils, meublant l'absence de leur mère.
Un jour, Léon emmène les trois enfants à une manifestation de quartier pour sauver les arbres menacés par un projet immobilier. Paul, furieux, va chercher ses enfants dans la manifestation et renvoie sur le champ Léon et Marguerite. Marguerite perd son appartement et part la mort dans l'âme vivre en maison de retraite. Léon, qui entre-temps, a pris Jérémie comme apprenti dans son atelier de menuiserie, va chercher Marguerite pour lui proposer de s'installer chez lui.
Jérémie sauve son père au moment où celui-ci voulait se jeter sous un train. La famille se réconcilie et assiste, heureuse, au mariage de Léon et Marguerite.

## Fiche technique
- Titre français : Éclats de famille
- Réalisation : Didier Grousset
- Scénario : Didier Grousset, Stéphane Giusti et Bruno Dega
- Musique : Michel Herr
- Pays d'origine : France
- Date de première diffusion : 1994

## Distribution
- Yves Robert : Léon
- Emmanuelle Riva : Marguerite
- Étienne Chicot : Paul
- Denise Chalem : Véronique
- Clément Sibony : Jérémie
- Justine Alberts : Stéphanie
- Gregory Diallo : Sébastien
- Claude Evrard : Lucien
- Louise Vincent : Marthe
- Christian Pereira : Leclair
- Luc Palun : Client des cuisines
- Françoise Michaud : Femme de service